# Madanpur
Madanpur é uma vila no distrito de Nadia, no estado indiano de Bengala Ocidental.

## Geografia
Madanpur está localizada a 23° 01′ N, 88° 29′ L. Tem uma altitude média de 9 metros (29 pés).

## Demografia
Segundo o censo de 2001, Madanpur tinha uma população de 12 029 habitantes. Os indivíduos do sexo masculino constituem 52% da população e os do sexo feminino 48%. Madanpur tem uma taxa de literacia de 81%, superior à média nacional de 59,5%: a literacia no sexo masculino é de 85% e no sexo feminino é de 76%. Em Madanpur, 9% da população está abaixo dos 6 anos de idade.